# سورة ص
سورة ص سورة مكية، السورة من المثاني، آياتها 88، وترتيبها في المصحف 38، في الجزء الثالث والعشرين، بدأت بحرف من حروف الهجاء: ﴿ص وَالْقُرْآنِ ذِي الذِّكْرِ ۝١﴾ [ص:1]، نزلت بعد سورة القمر. وبها سجدة تلاوة في الآية 24 ﴿قَالَ لَقَدْ ظَلَمَكَ بِسُؤَالِ نَعْجَتِكَ إِلَى نِعَاجِهِ وَإِنَّ كَثِيرًا مِنَ الْخُلَطَاءِ لَيَبْغِي بَعْضُهُمْ عَلَى بَعْضٍ إِلَّا الَّذِينَ آمَنُوا وَعَمِلُوا الصَّالِحَاتِ وَقَلِيلٌ مَا هُمْ وَظَنَّ دَاوُدُ أَنَّمَا فَتَنَّاهُ فَاسْتَغْفَرَ رَبَّهُ وَخَرَّ رَاكِعًا وَأَنَابَ ۝٢٤﴾.
تبدأ بالقسم بالقرآن وتعرض لقضية الوقوع في الخطأ وعواقبه. السورة تتحدث عن ثلاثة أنبياء استسلموا لله بعدما أخذوا قرارات ظنوها بعيدة عن الحق ثم عادوا إلى الحق وكيف رد الله عليهم، ثم تحدثت عن نموذج عكسي وهو إبليس الذي عاند ورفض أن يستسلم بعدما عرف الحق.
- قصة داوود: بدأ من الآية السابعة عشرة ﴿اصْبِرْ عَلَى مَا يَقُولُونَ وَاذْكُرْ عَبْدَنَا دَاوُدَ ذَا الْأَيْدِ إِنَّهُ أَوَّابٌ ۝١٧﴾.
- قصة سليمان: بدأ من الآية الثلاثين ﴿وَوَهَبْنَا لِدَاوُدَ سُلَيْمَانَ نِعْمَ الْعَبْدُ إِنَّهُ أَوَّابٌ ۝٣٠﴾.
- قصة أيوب: بدأ من الآية الواحدة والأربعين ﴿وَاذْكُرْ عَبْدَنَا أَيُّوبَ إِذْ نَادَى رَبَّهُ أَنِّي مَسَّنِيَ الشَّيْطَانُ بِنُصْبٍ وَعَذَابٍ ۝٤١﴾.

في هذه القصص الثلاث يعطي الله لكل نبي صفة «العبد» وكلمة أوّاب معناها سريع العودة وذا الأيد معناها كثير الخير. ونلاحظ تكرار كلمة «أناب» رمز العودة إلى الحق. وتختم السورة بنموذج عكسي للعودة إلى الحق وهو نموذج إبليس وعناده، الآيات من 73 وحتى 76: ﴿فَسَجَدَ الْمَلَائِكَةُ كُلُّهُمْ أَجْمَعُونَ ۝٧٣ إِلَّا إِبْلِيسَ اسْتَكْبَرَ وَكَانَ مِنَ الْكَافِرِينَ ۝٧٤ قَالَ يَا إِبْلِيسُ مَا مَنَعَكَ أَنْ تَسْجُدَ لِمَا خَلَقْتُ بِيَدَيَّ أَسْتَكْبَرْتَ أَمْ كُنْتَ مِنَ الْعَالِينَ ۝٧٥ قَالَ أَنَا خَيْرٌ مِنْهُ خَلَقْتَنِي مِنْ نَارٍ وَخَلَقْتَهُ مِنْ طِينٍ ۝٧٦﴾ [ص:73–76].

## أسباب النزول
أسباب النزول للآيات (1-8): عن ابن عباس قال: مرض أبو طالب فجاءته قريش، وجاءه رسول الله فشكوه إلى أبي طالب فقال له يا ابن أخي ما تريد من قومك؟ قال يا عم إنما أريد منهم كلمة تدين لهم بها العرب، ويملكون بها العجم، كلمة واحدة، قال أبو طالب ما هي؟ قال لا إله إلا الله، فقالوا: ﴿أجعل الآلهة إلها واحدا إن هذا لشيء عجاب﴾ [ص:5]، فنزل فيهم قوله تعالى: ﴿ص والقرآن ذي الذكر﴾ [ص:1] … إلى ﴿بل لما يذوقوا عذاب﴾ [ص:8] رواه أحمد والترمذي والنسائي.

## ما تتضمنه السورة
هذه السورة مكية، تعالج موضوعات السور المكية قضية التوحيد، وقضية الوحي إلى محمد ﷺ وقضية الحساب في الآخرة. وتعرض هذه القضايا الثلاث في مطلعها الذي يؤلف الشوط الأول منها وهي الآيات الكريمة التي تمثل الدهش والاستغراب الذي تلقي به كبار المشركين في مكة دعوة النبي لهم إلى توحيد الله: ﴿وعجبوا أن جاءهم منذر منهم﴾ [ص:4].
لقد استكتروا أن يختار الله سبحانه رجلا منهم لينزل عليه الذكر من بينهم وأن يكون هذا الرجل محمد بن عبد الله الذي لم تسبق له فيهم إمارة: ﴿أأنزل عليه الذكر من بيننا﴾ [ص:8].
وفي هذا السياق جاءت قصة داود وقصة سليمان وما أغدق الله عليهما من النبوة والملك، ومن تسخير الجبال والطير، وتسخير الجن والريح، فوق الملك وخزائن الأرض والسلطان والمتاع. وجاء مع القصتين توجيه النبي ﷺ إلى الصبر على ما يلقاه من المكذبين، والتطلع إلى فضل الله ورعايته كما تمثلهما قصة داود وقصة سليمان: ﴿اصبر على ما يقولون واذكر عبدنا داود ذا الأيد إنه أواب﴾ [ص:17] ….
كذلك جاءت قصة أيوب ابتلاء الله للمخلصين من عباده بالضراء، وصبر أيوب مثل في الصبر، وفي عرض القصة تأسية للرسول وللمؤمنين عما كانوا يلقونه من الضر والبأساء في مكة. وهذا القصص يستغرق معظم السورة بعد المقدمة، ويؤلف الشوط الثاني منها.
كذلك تتضمن السورة رداً على استعجالهم بالعذاب وقولهم: ﴿ربنا عجل لنا قطنا قبل يوم الحساب﴾ [ص:16]، ويعرض بعد القصص مشهد من مشاهد القيامة، ويصور النعيم الذي ينتظر المتقين، والجحيم الذي ينتظر المكذبين.
ويؤلف الشوط الثالث، استنكار الكفار لما يخبرهم به الرسول ﷺ من أمر الوحي. ويتمثل هذا الرد في قصة آدم في الملأ الأعلى. حيث لم يكن النبي حاضراً، وإنما إخبار الله له بما كان مما لم يشهده غير آدم – حاضراً، وفي ثنايا القصة يتبين أن الذي أردى إبليس وذهب به إلى الطرد واللعنة، هو حسده لآدم، واستكثاره أن يؤثره الله عليه كما هم يستكثرون على محمد.
وتختم السورة بختام هذا الشوط الرابع والأخير، يقول النبي ﷺ لهم: إن ما يدعوهم إليه لا يتكلفه من عنده. ولا يطلب عليه أجراً. وإن له شأناً عظيماً سوف يتجلى: ﴿قُلْ مَا أَسْأَلُكُمْ عَلَيْهِ مِنْ أَجْرٍ وَمَا أَنَا مِنَ الْمُتَكَلِّفِينَ ۝٨٦ إِنْ هُوَ إِلَّا ذِكْرٌ لِلْعَالَمِينَ ۝٨٧ وَلَتَعْلَمُنَّ نَبَأَهُ بَعْدَ حِينٍ ۝٨٨﴾ [ص:86–88].
هذه الأشواط التي تجري بموضوعات السورة، تجول بالقلب البشري في مصارع الغابرين، وتعرض صفحة الهزيمة والدمار للمكذبين، وتعرض صفحة العز والتمكين والرحمة في قصص داود وسليمان وأيوب. وتطوف بالقلب البشري في يوم القيامة وصور النعيم والجحيم. والجولة الأخيرة في قصة البشرية الأولى وقصة الحسد والغواية من العدو الأول الذي يقود الضالين عن عمد وسبق إصرار.
كذلك ترد في ثنايا القصص لفتة تلمس القلب البشري وتوقظه إلى الحق الكامن في بناء السماء والأرض. وأنة الحق الذي يريد الله بإرسال الرسل أن يقره بين الناس في الأرض: ﴿وما خلقنا السماء والأرض وما بينهما باطلاً﴾ [ص:27] وهي لفتة لها في القرآن نظائر. وهي حقيقة أصيلة من حقائق هذه العقيدة التي هي مادة القرآن المكي الأصلية.

## اقرأ أيضاً
- الصافنات الجياد

## وصلات خارجية
- سورة ص: تجويد-تفسير